# Oto Nemsadze
Oto Nemsadze (gruzijski: ოთო ნემსაძე; rođen 18. juna 1989) je gruzijski pevač.

## Karijera
Predstavljao je svoju zemlju na Pesmi Evrovizije 2019. sa pesmom "Sul tsin iare" (poznatom i kao "Keep on going"), sa kojom je 3. marta 2019. godine pobedio na gruzijskom idolu. Na Pesmi Evrovizije 2019. održanoj u Tel Avivu nije prošao u finale. Natupao je u prvom polufinalu i bio je četrnaesti sa 62 boda. To mu nije bio prvi put na Evroviziji. 2017. godine se pokušsao kvalifikovati sa bendom Limbo na Pesmu Evrovizije u Kijevu, međutim na gruzijskom nacionalnom izboru je bio tek sedmi. Nemsadze je najpoznatiji po pobedničko u petoj sezoni Geostara 2010. godine. Prethodno je učestvovao u trećoj sezoni takmičenja "The Voice of Ukraine" u kojem je završio na drugom mestu.

## Diskografija
- "Dear God" (sa bendom Limbo) (2017)
- "Sul tsin iare" (2019)